# Халонг (бухта)
Хало́нг (Холонг; вьет. Vịnh Hạ Long) — бухта Тонкинского залива Южно-китайского моря, вдаётся в восточное побережье Вьетнама на территории провинции Куангнинь. Входит в список всемирного наследия ЮНЕСКО. Популярное туристическое место. Административно острова бухты принадлежат городам Халонг, Камфа и уезду Вандон.

## Описание
Бухта включает в себя более 3000 островов, а также небольшие скалы, утёсы и пещеры. Площадь её составляет 1553 км².
Как наземный, так и подводный мир характеризуются высоким биоразнообразием.
Халонг переводится как «там, где дракон спустился в море». По легенде остров Халонг был создан большим драконом. Он всегда жил в горах, когда же он вышел, то продолбил хвостом долины и лощины разнообразной формы. После его погружения в море места, выкопанные его хвостом, заполнились водой, и остались только маленькие островки земли.
Самым урбанизированным островом в заливе считается Туанчау. Именно здесь располагается бывшая резиденция Хо Ши Мина.
Катба — самый большой остров в бухте Халонг. Около половины острова в 1986 году была объявлена национальным парком. На острове есть множество озёр, водопадов и гротов, прибрежные коралловые рифы. Хорошо известными пещерами в бухте Халонг являются грот Бонау, Девичье и Небесный Дворец.
Также известен грот Барабан, получивший своё название из-за звуков барабанного боя, раздающихся из него при порывах ветра. Самой красивой пещерой считается грот Дауго. Один из островов бухты носит имя советского космонавта Титова.

## Климат
Климат — тропический, влажный, с двумя сезонами: жаркое влажное лето и сухая холодная зима. Средняя температура — от 15 до 25 °C. В год выпадает 2000—2200 мм осадков. Соленость воды в бухте — 31-34,5 ‰ в сухой сезон.

## История
Бухта Халонг была местом нескольких военных сражений против прибрежных соседей Вьетнама. Этот лабиринт скал и каналов позволил вьетнамской армии три раза остановить китайских соседей. В 1288 году генерал Чан Хынг Дао остановил монгольские корабли, пытавшиеся плыть по близлежащей реке Батьданг, поставив стальные колья во время прилива и затопив таким образом флот монгольского хана Хубилая.
В конце XVIII века бухта служила убежищем для пиратов, которых китайские и вьетнамские власти не могли уничтожить. С 1810 года они покинули место и поднялись по рекам, преследуемые Британским флотом.
Во время войны во Вьетнаме многие проходы были заминированы флотом США, что даже сегодня по-прежнему представляет собой угрозу. Во время войны против американцев Китайская Народная Республика поддержала правительство Северного Вьетнама, отправив ему корабли, оснащенные зенитными орудиями. Базирующиеся в Халонг, они используются вьетнамским флотом для наблюдения за побережьем и предотвращения возможного вторжения китайцев.

## Население
Около 1600 человек живут в плавучих домах в четырёх рыбацких деревнях: Кыаван (Cửa Vạn), Баханг (Ba Hang), Конгтау (Cống Tàu) и Вонгвьенг (Vông Viêng).
Бухта Халонг внесена в список объектов всемирного наследия ЮНЕСКО в 1994 году.

## Достопримечательности
Памятник Герману Титову на Острове Титова.

## Галерея

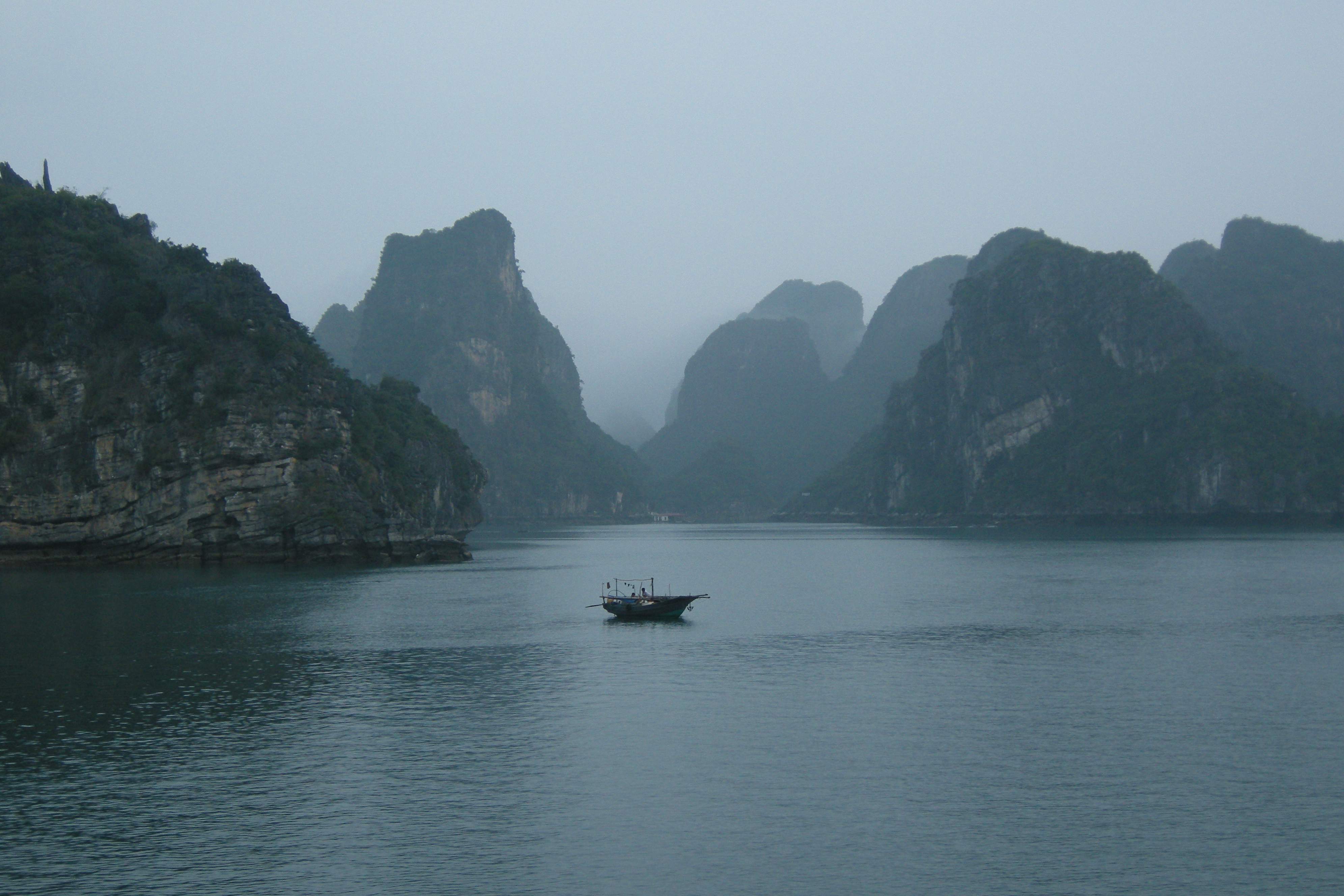
Карстовые острова
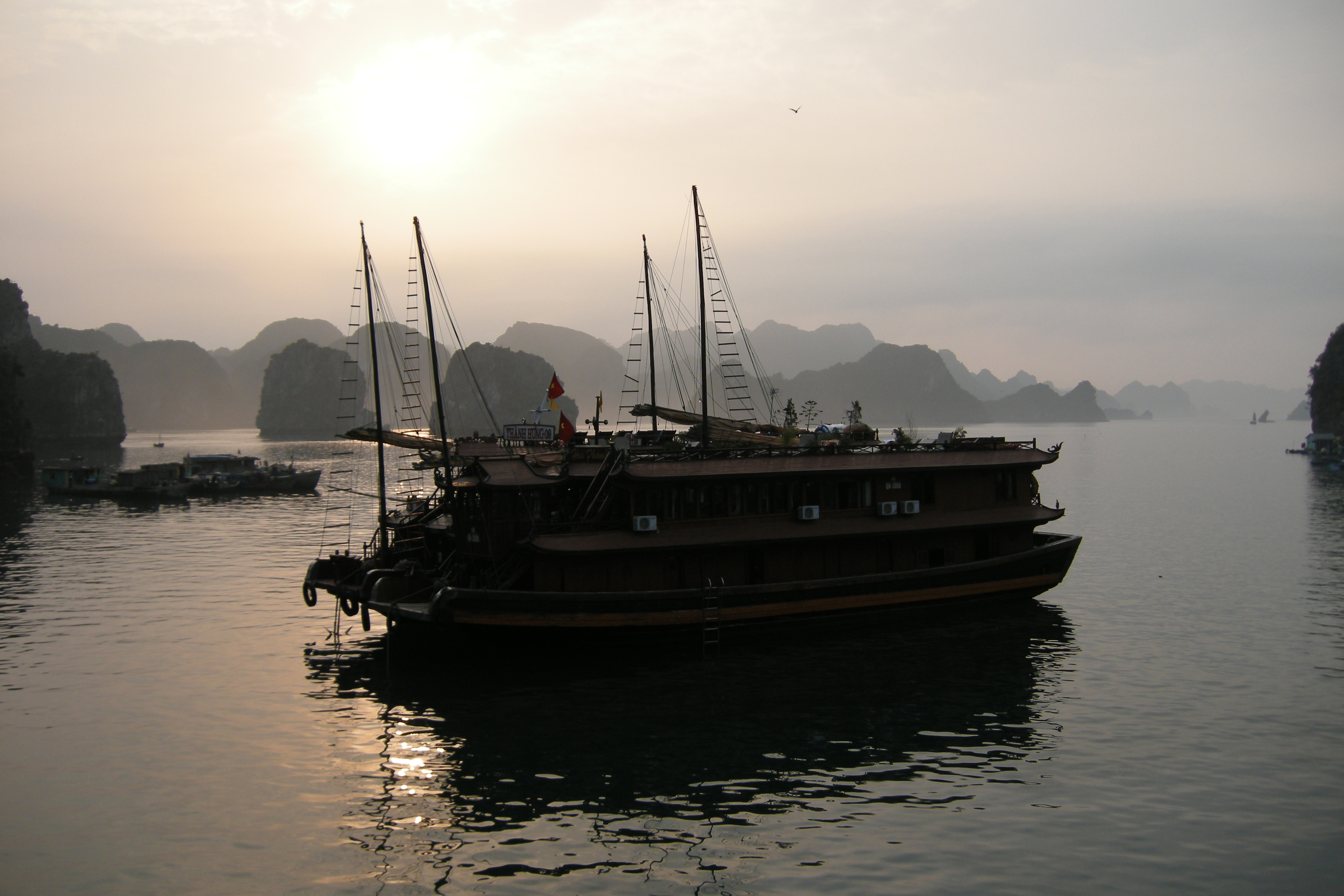
Круизный корабль на закате
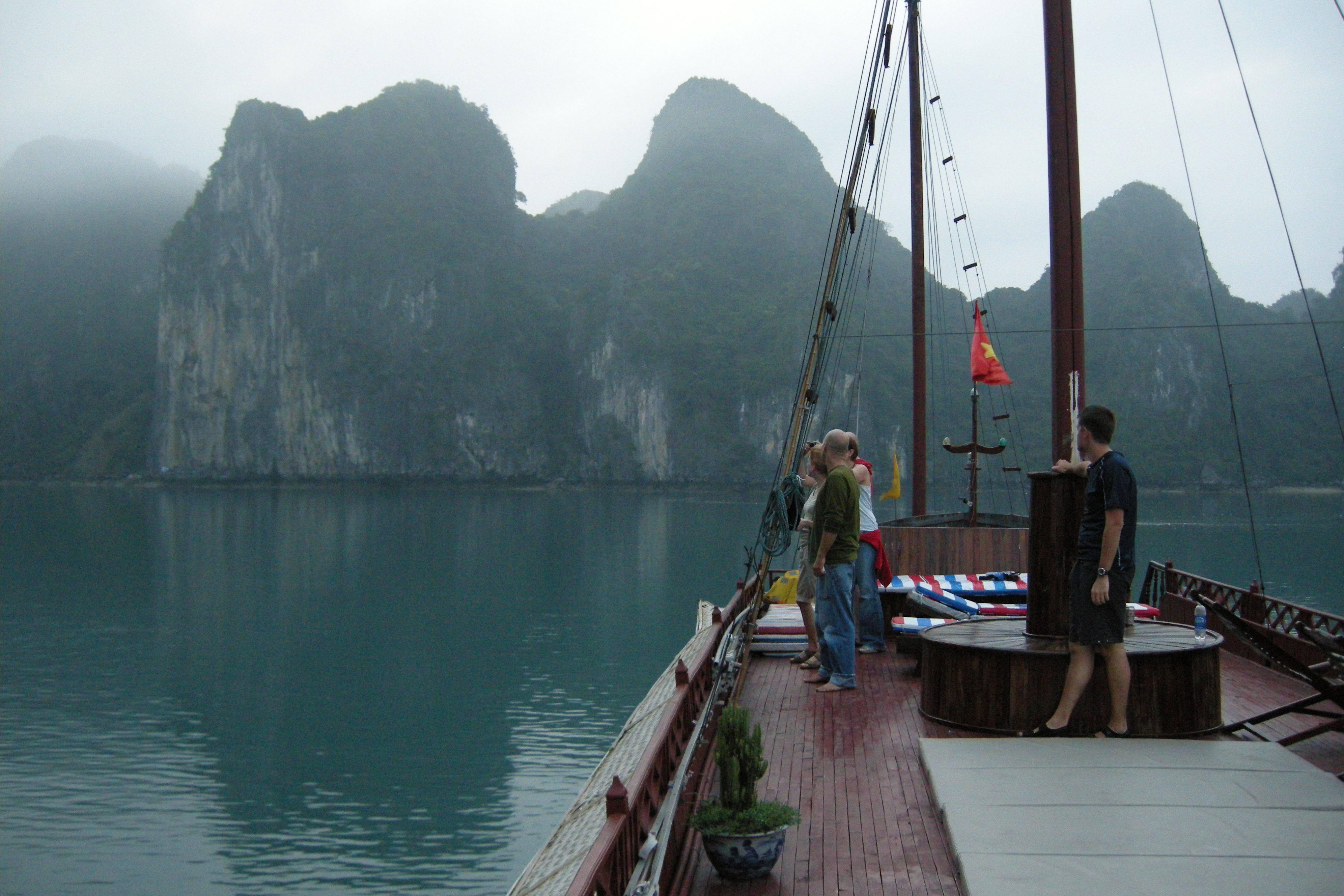
Вечер в заливе Халонг
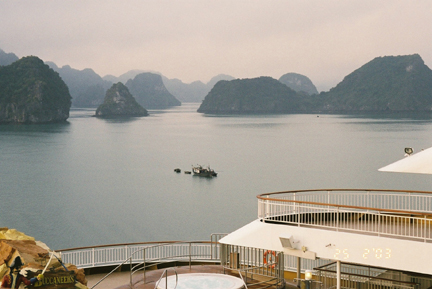
Бухта Халонг, февраль 2003
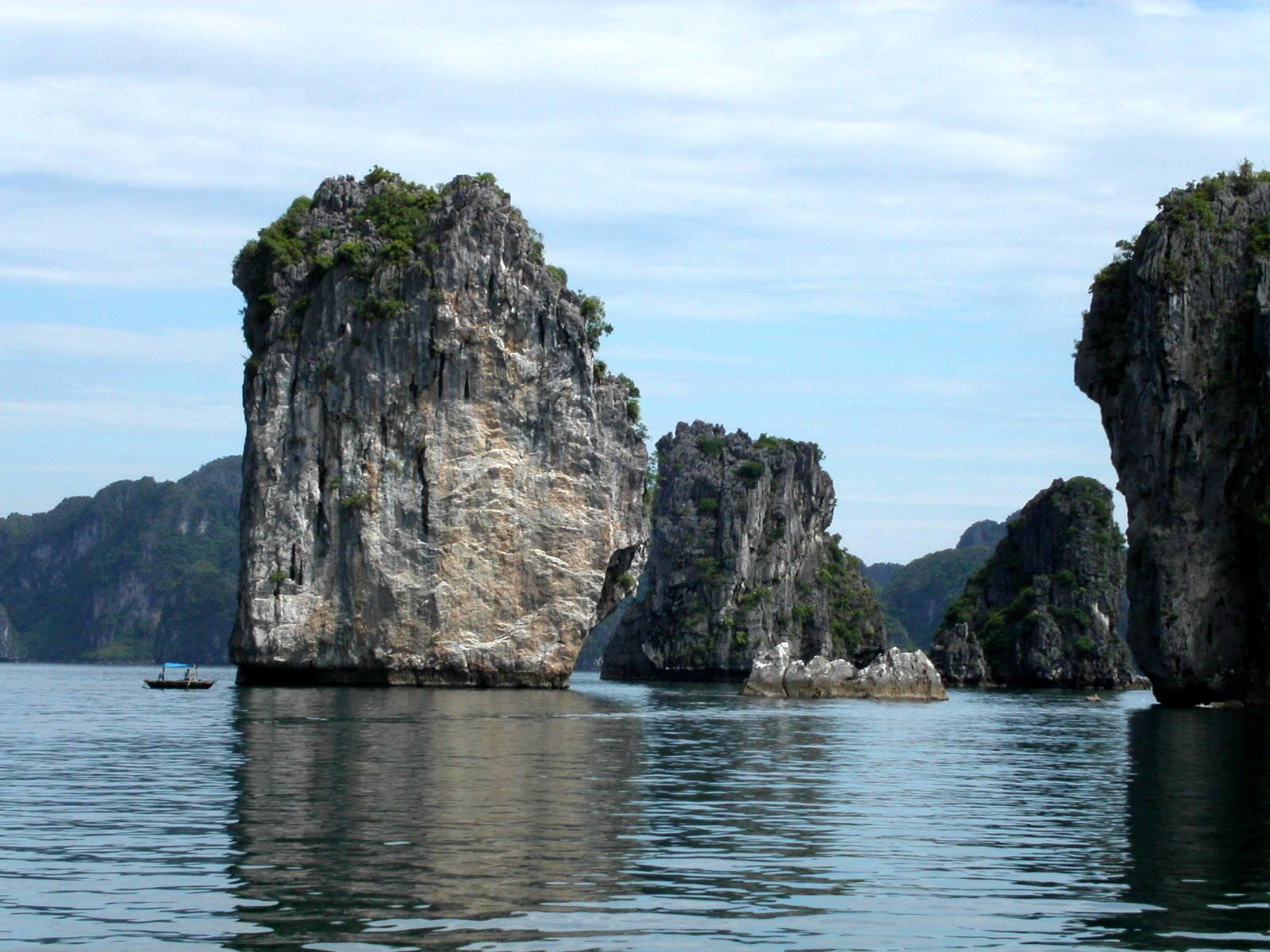
Бухта Халонг
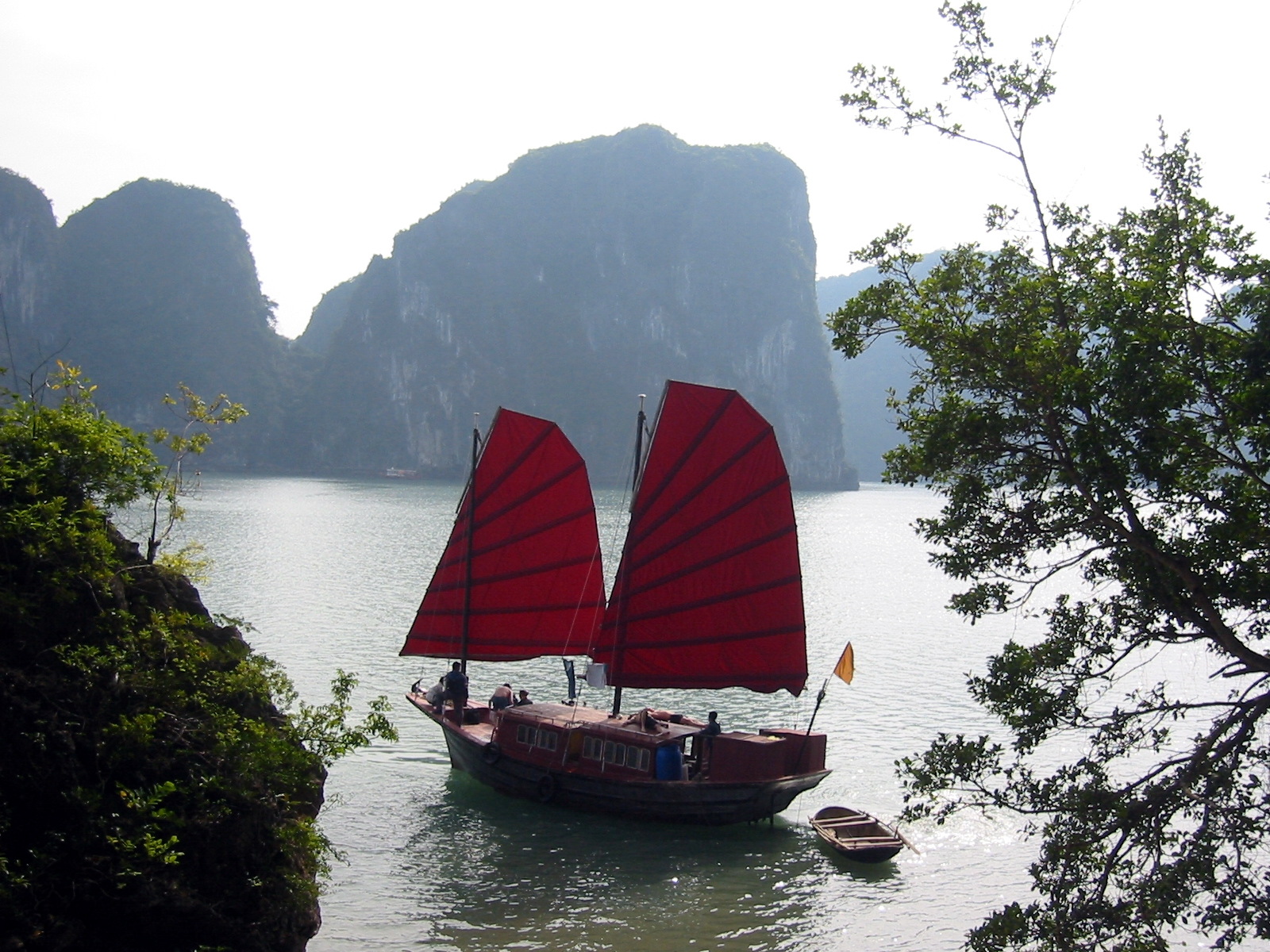
Бухта Халонг, 2004